# 巴拉达坎塔拉
巴拉达坎塔拉（葡萄牙語：Barra d'Alcântara）是巴西皮奥伊州的一个市镇。总面积351.028平方公里，总人口3770人，人口密度10.7人/平方公里。